# Felis chaus affinis
Felis chaus affinis — підвид джунглевих кішок. Його описав британський зоолог Джон Едвард Грей у 1830 році на основі ілюстрації Томаса Хардвіка.

## Таксономія
Колекція ілюстрацій дикої природи Індії Томаса Хардвіка включає перший малюнок гімалайського кота джунглів, якого британський зоолог Джон Едвард Грей назвав «кішкою-союзницею» Felis affinis у 1830 році. У 1832 році на зборах Азійського товариства Бенгалії було представлено опудало кота, якого спіймали в джунглях Міднапура в Західній Бенгалії. Пірсон, який подарував зразок, описав його як колір, що відрізняється від Felis chaus, і запропонував назву Felis kutas. У 1930-х роках Покок оглядав шкури та черепи котів джунглів із Британської Індії та суміжних країн з Музею природознавства. Базуючись головним чином на відмінностях у довжині та кольорі хутра, він згрупував шість більших шкур із Сінда під назвою Felis chaus prateri. Він підпорядкував екземпляри з Шрі-Ланки та південної Індії Felis chaus kelaarti, а ті з північної Індії та Гімалаїв — Felis chaus affinis. З 2017 року всі три назви вважаються синонімами F. c. affinis.